# سان جان سور ريشليو
سان جان سور ريشليو (بالفرنسية: Saint-Jean-sur-Richelieu)‏ مدينة تقع في جنوب غرب مقاطعة كيبك الكندية.

## السكان
بلغ عدد سكانها 87492 نسمة حسب التعداد العام للسكان عام 2006.

## أعلام
- كيفن أوينز
- جاك فيلنوف
- فاليري تترولت
- باتريس ديسيليت
- جيل فيلنوف